# Sálašoaivi
Sálašoaivi (sami septentrional) o Tromsdalstinden (noruec) és una muntanya al sud-est de la ciutat de Tromsø, al comtat de Troms, Noruega. La muntanya es troba a l'extrem sud de la vall de Tromsdalen. El cim fa 1.238 metres sobre el nivell del mar. Les nevades varien d'un any a l'altre, però el pic és generalment lliure de la neu només durant uns mesos a l'estiu. La muntanya és fàcilment vista des del centre de la ciutat de Tromsø. L'ascens a la muntanya és una caminada popular, que requereix res més que un bon calçat, condició física normal, i un munt de beure.

## Etimologia
El nom noruec Tromsdalstinden significa "el pic anterior de Tromsdalen", mentre que el nom sami Sálašoaivi es compon dels components Salas i Oaivi. La primera paraula significa una bona zona de caça, la segona es tradueix literalment com a "cap", però quan es parla dels paisatges indiquen una muntanya que s'arrodoneix, és a dir, no té cap pic escarpat.

## Significat cultural entre els sami
El 2003 Tromsø es presentà per a ser la seu dels Jocs Olímpics d'Hivern del 2014. La proposta al Comitè Olímpic Internacional va presentar els plans per construir un centre d'esquí alpí en els vessants de la muntanya. Això va provocar protestes immediates d'alguns activistes sami que afirmaven que Sálašoaivi ha estat una muntanya sagrada sami des de l'antiguitat. Un tens debat sobre si es va produir sobre Tromsdalstinden podria ser considerada "sagrat" o no.
El Parlament Sami va promulgar el 2004 una resolució que declarà que és una muntanya sagrada, i els plans es van interrompre. El Parlament sami de fet no té cap autoritat formal per declarar indrets "sagrats", però la seva resolució s'escoltà de totes maneres. Advocats en la seqüela van discutir la possibilitat de definir una muntanya com una relíquia cultural, d'acord amb la definició de "relíquia cultural" a la llei.
El professor Siv Ellen Kraft del departament d'Estudis Religiosos de la Universitat de Tromsø, va escriure un article suggerint que Sálašoaivi es va convertir en una muntanya sagrada en els últims temps com a part de la política d'identitat sami. No obstant això, la muntanya també és explicada per poble sami en la regió per haver estat sagrat en un moment, abans de la cristianització. Cal assenyalar que senten que la muntanya té la característica important d'una muntanya sagrada tradicional - és a dir, dominant el paisatge causa de la forma i/o l'altura. Com el clàssic de la religió sami és mort i només elements sobreviuen a través de vestigis locals i neo-xamanisme; un bon cas es pot fer que la muntanya ja no és sagrada per a la majoria sami en el sentit tradicional. Tot i així, el nivell de compromís amb la preservació de la muntanya mostrada pels sami - fins al punt de tenir el parlament pronuncia el que és sagrats pels sami - visualitzar amb força eficàcia l'intens significat cultural de la muntanya per sami moderna també, un significat que és de fet arrelat en les tradicions religioses d'uns avantpassats.

## Galeria

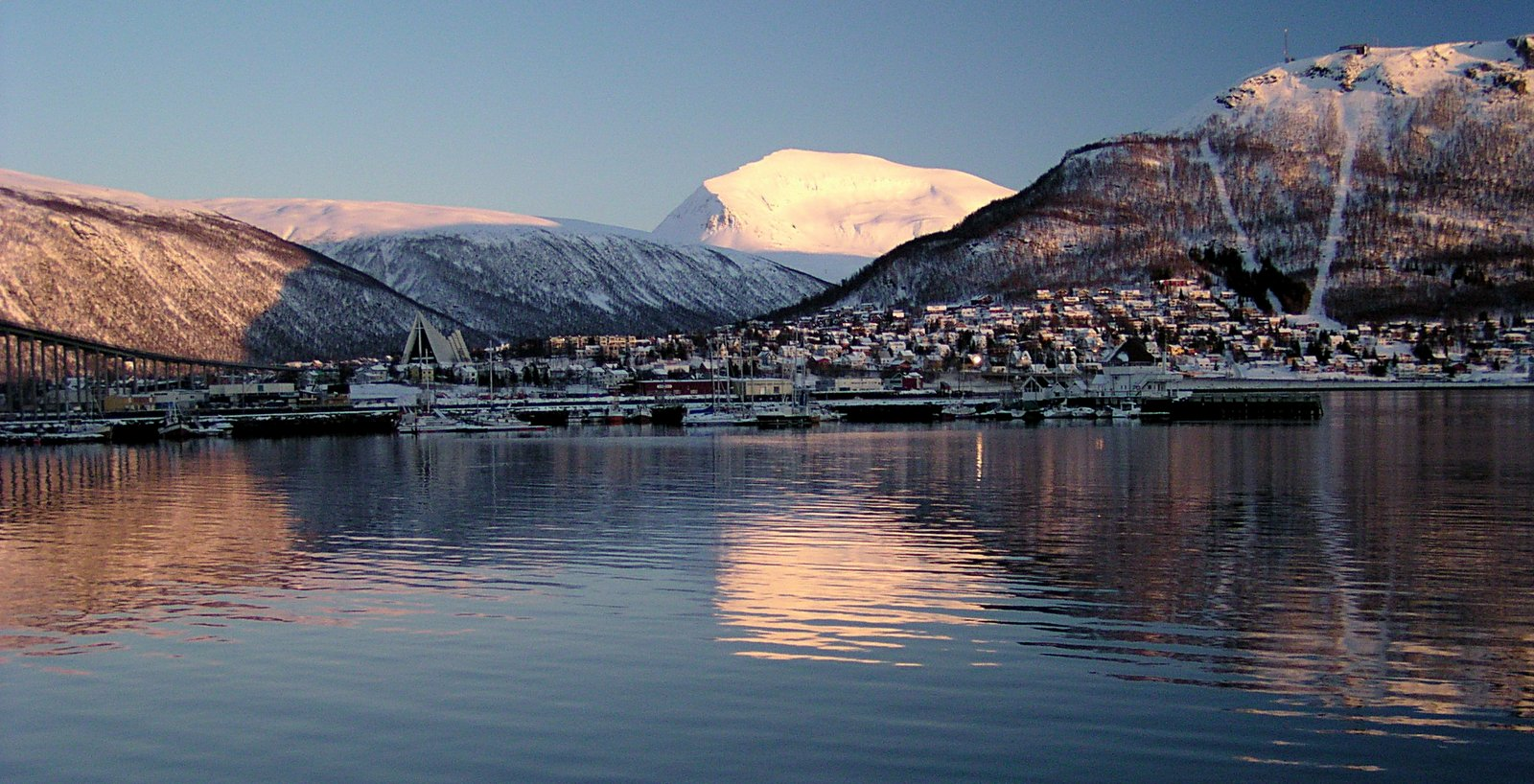
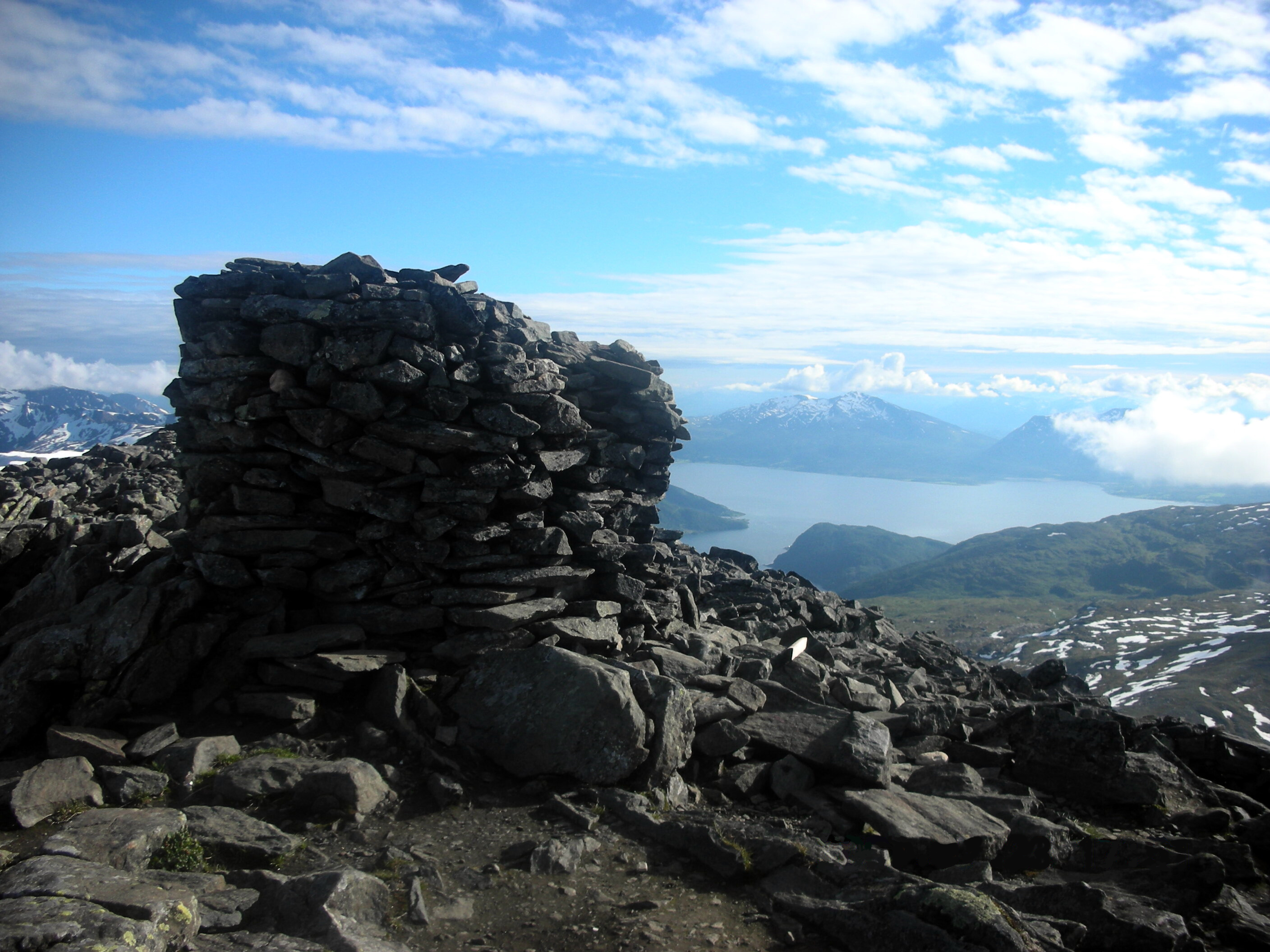
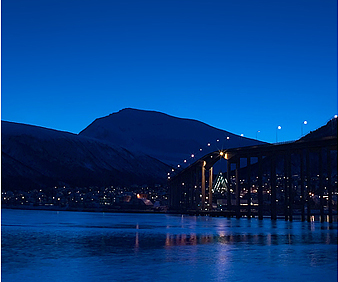
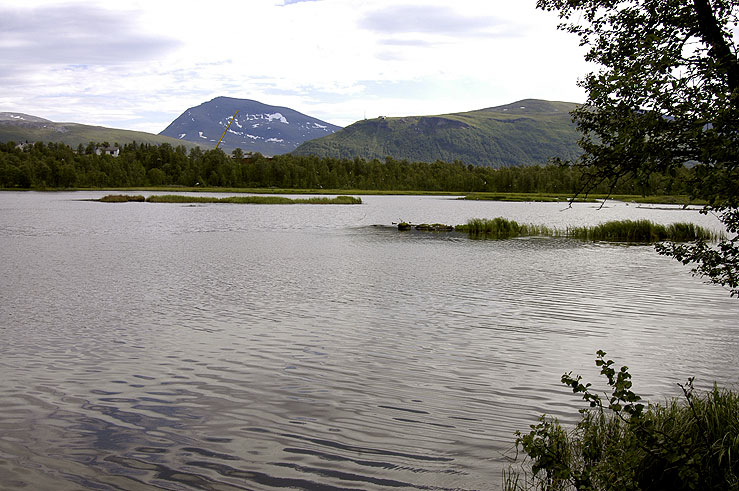
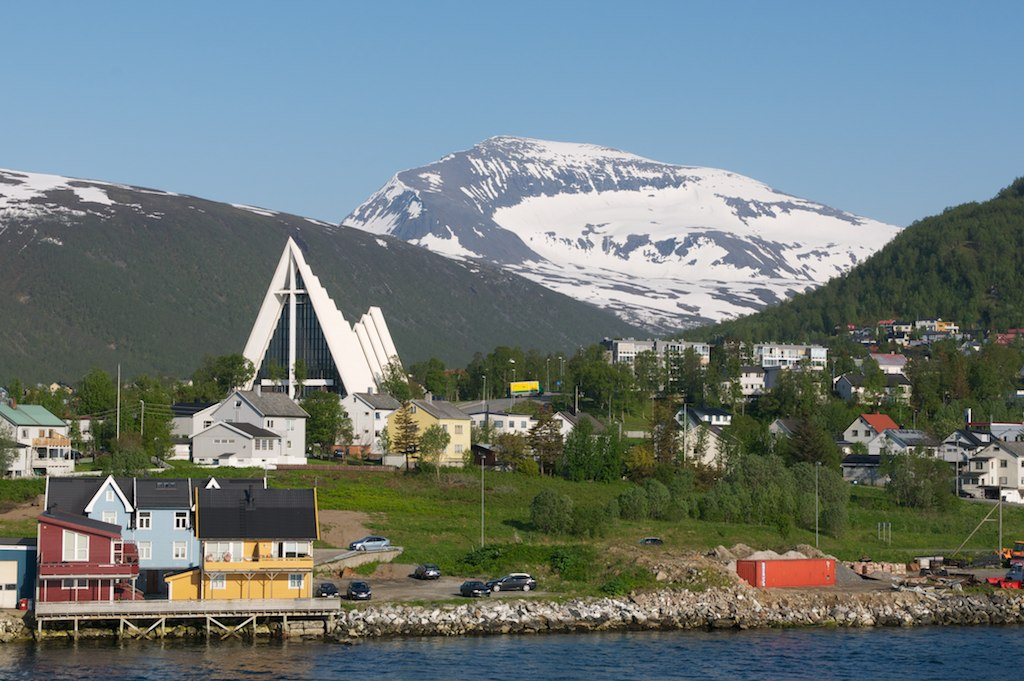